# Boltižar Milovec
Boltižar (Baltazar) Milovec, hrvaški (kajkavski) katoliški župnik, jezuit, pridigar, zgodovinar, verski pisatelj, * Stanetinec, 7. avgust, 1612; † Zagreb, 17. januar, 1678.
Rodil se je v Medžimurju, v sosedju prleških naselij Jastrebci in Lačaves. Izobraževal se je na Trnavi (danes Slovaška), Dunaju in v Gradcu. Najprej je služboval med gradiščanskimi Hrvati v Šopronu. Do svoje smrti je živel v Varaždinu in v Zagrebu. Na Hrvaškem je bil znan kot zelo dober govornik (Cicero Croaticus).
Leta 1657 je preuredil kajkavski molitvenik Nikole Krajačevića Molitvene knyi'sicze. Leta 1661 je napisal svoj prvi molitvenik Dvoy dussni kinch (Dvojna duševna vrednost), v katerem se je naslanjal na štokavski molitvenik Nikole Dešića Ray dusse. Drugi Milovicevi molitveniki so bili poznani tudi med štajerskimi Slovenci v okolici Ormoža, Ljutomera in Ptuja ter v Slovenski okroglini (danes Prekmurje).
Boltižar Milovec je ena izmed pomembnejših oseb v hrvaški protireformaciji.

## Dela
- Dushni vert (Duševni vrt, 1664)
- Pobo'snozt vszakdasnya (Vsakdanašnja nabožnost, anonimno, 1670)
- Pobo'sne molitve (Nabožnosti, anonimno, 1678)